# Hololeius
Hololeius is een geslacht van kevers uit de familie van de loopkevers (Carabidae). De wetenschappelijke naam van het geslacht is voor het eerst geldig gepubliceerd in 1851 door LaFerte-Senectere.

## Soorten
Het geslacht Hololeius omvat de volgende soorten:
- Hololeius ceylanicus (Nietner, 1856)
- Hololeius cyaneus Facchini, 2011